# Borgågemenskapen
Borgågemenskapen är en kyrkogemenskap av lutherska kyrkor, främst i Norden och Baltikum samt anglikanska kyrkor på Brittiska öarna och Iberiska halvön. Medlemskyrkornas biskopar samlas vartannat år till biskopsmöte.

## Borgåöverenskommelsen
Gemenskapen har antagit Borgåöverenskommelsen. Både gemenskapen och överenskommelsen bär namn efter staden Borgå i södra Finland där den undertecknades 1992. Överenskommelsen innebär att man välkomnar varandras präster och medlemmar som sina egna. Den som tillhör någon av medlemskyrkorna och efterfrågar en kyrklig handling (dop, kommunion, konfirmation, bikt, vigsel, begravning) skall behandlas på samma sätt som de egna medlemmarna. 

## Samråd
Överenskommelsen innebär också att de olika medlemskyrkorna ska samråda med övriga kyrkor inom gemenskapen innan de fattar beslut som påverkar kyrkans lära eller grundläggande ordningar. Svenska kyrkan har vid flera tillfällen kritiserats för att inte följa överenskommelsen på denna punkt utan ha fattat beslut utan några föregående samråd. Det senaste exemplet rör frågan om samkönade äktenskap. Vid biskopsmötet i Borgå i oktober 2009 deklarerade ärkebiskop Jānis Vanags av Riga att ett svenskt beslut att viga samkönade par skulle göra det ”omöjligt för evangelisk-lutherska kyrkan i Lettland att gå med” i Borgågemenskapen, där man idag bara är observatör.

## Medlemmar
- Danska folkkyrkan (medlem från 2010)[2]
- Engelska kyrkan
- Estniska evangelisk-lutherska kyrkan
- Evangelisk-lutherska kyrkan i Finland
- Evangelisk-lutherska kyrkan i Litauen
- Irländska kyrkan
- Isländska kyrkan
- Kyrkan i Wales
- Lettlands evangelisk-lutherska kyrka utanför Lettland
- Lusitanska kyrkan
- Lutherska kyrkan i Storbritannien
- Norska kyrkan
- Skotska episkopalkyrkan
- Spanska reformerade episkopalkyrkan
- Svenska kyrkan

Lettlands evangelisk-lutherska kyrka är observatör i Borgågemenskapen.